# Antiblemma harmodia
Antiblemma harmodia là một loài bướm đêm trong họ Erebidae.